# 福州園

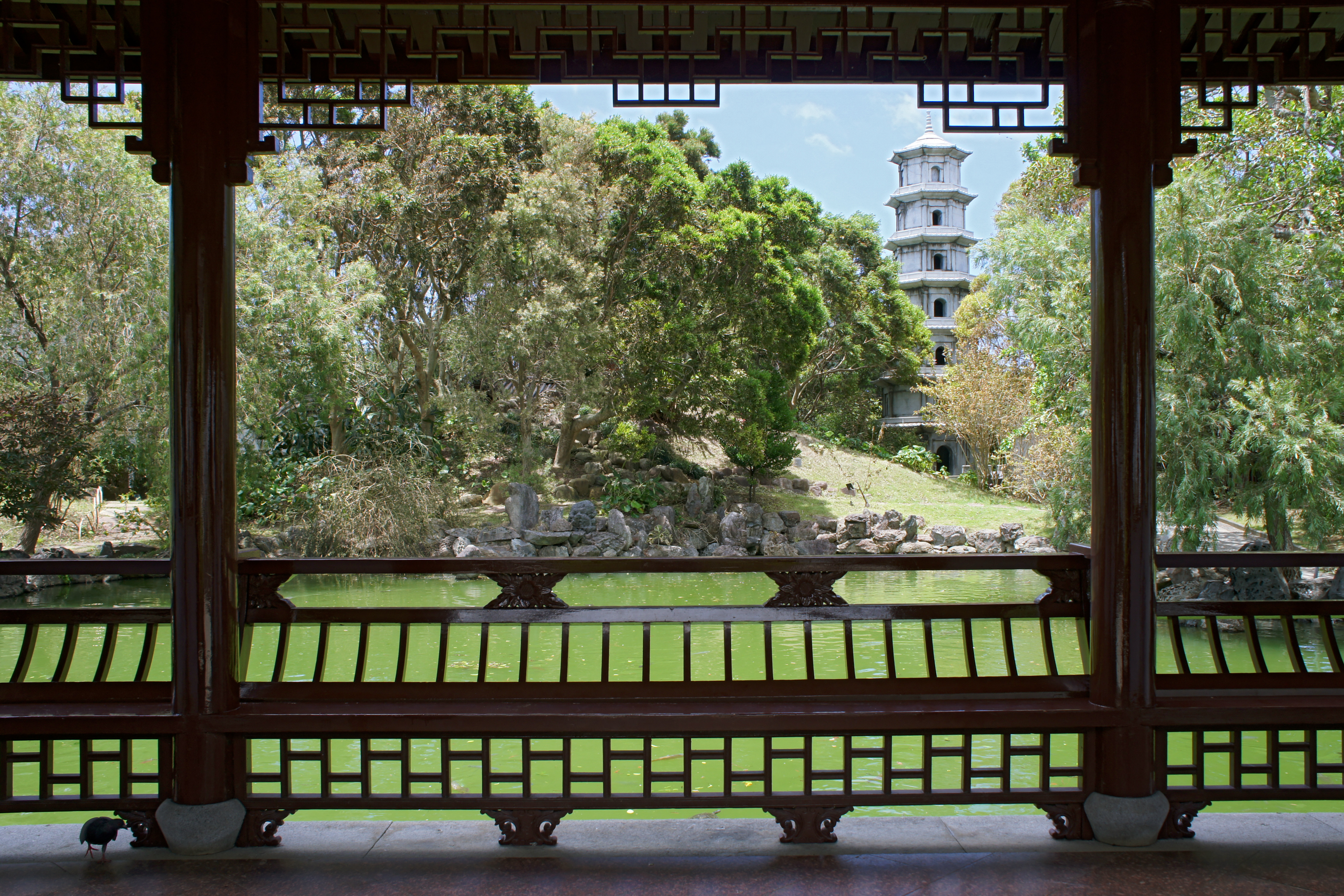
福州園

福州園（ふくしゅうえん）は沖縄県那覇市久米にある中国式庭園。

## 概要
那覇市の市制70周年および福州市との友好都市締結10周年の記念事業して建設され、1992年9月に開園した中国式庭園である。
福州市と歴史的つながりの深い当地久米村に、設計から施工まで福州市の職人により、福州市の資材を使用して建設された。
園内の主な建造物は、三山（千山、烏山、屏山）、二塔（白塔、烏塔）、一流（ミン江）など、福州を代表する風景を模したものである。
2021年4月から改修工事のために休園していたが、2022年7月8日に再開園することになった。

## データ
- 開園日 - 1992年9月
- 面積 - 8,500平方メートル

### 利用情報
- 開園時間 - 9:00～21:00
- 休園日 - 毎週水曜（水曜が年末年始休暇、祝祭日にあたるときは翌日休園）
- 観覧料 - 9:00～18:00 （個人）大人200円、小人（中学生以下）100円、 （団体）大人160円、小人80円（団体は20人以上） 18:00～21:00（個人）大人300円、小人（中学生以下）150円、 （団体）大人240円、小人120円
- 所在地 - 沖縄県那覇市久米2-29-19

## 交通アクセス
- ゆいレール 県庁前駅 徒歩10分

## 周辺
- 至聖廟
- 松山公園
- 対馬丸記念館
- 波上宮
- 波の上ビーチ
- 国際通り
- クニンダテラス